# Ulfhild av Norge
Ulfhild Olafsdotter av Norge eller Wulfhild, född i Sarpsborg omkring 1020, död 24 maj 1071, var en norsk prinsessa och hertiginna av Sachsen, dotter till kung Olof av Norge (Olav Haraldsson, kallad Olav den helige och Olav Digre) och Astrid Olofsdotter av Sverige.

## Biografi
Ulfhild växte troligen upp i Sarpsborg. Hon följde 1028 sina föräldrar på resan genom Vestlandet och 1029 vidare på flykt från Norge till Sverige. Enligt vissa källor stannade hon med modern i Sverige under faderns resa till Ryssland, enligt andra följde hon med honom: båda anses möjliga. Hon levde i varje fall i Sverige mellan faderns död 1030 och halvbrodern Magnus den godes tronbestigning 1035. Ulfhild beskrivs som en skönhet och hade en respekterad ställning i Norge som enda legitima barnet till en helgonkung.  
Ulfhild gifte sig 1042 eller 1043 med hertig Ordulf av Sachsen (1020–1072). Äktenskapet arrangerades för att hennes bror skulle få Sachsens stöd mot venderna och på det sättet säkra sin ställning som Danmarks kung. Vigseln ägde enligt Adam av Bremen rum som ett led i förhandlingarna om detta i Slesvig och förrättades av en ärkebiskop och två biskopar. Det finns en berättelse om att Ordulf före detta hade besökt Norge för att fria, vilket betraktas som troligt. Ordulf bekrigade också venderna och gjorde Magnus flera politiska tjänster på grund av denna allians. Ulfhild är inte mycket känd som person och hennes egen inställning till politiken är okänd. 
Paret fick sonen Magnus (sedermera hertig av Sachsen och död 1106).